# 稲葉隆一
稲葉 隆一（いなば りゅういち、1941年5月15日 - ）は、元日本中央競馬会(JRA)調教師。元JRA調教師の稲葉幸夫は実父。

## 来歴
1963年、東京競馬場の稲葉幸夫厩舎で調教助手となる。
1964年、アメリカ合衆国・サンタアニタパーク競馬場のタミドール厩舎で研修を受ける。
1974年に調教師免許を取得し、1975年に東京競馬場に厩舎を開業。管理馬の初出走は1975年9月14日、中山第4競走でササキドーターが3着。同年9月21日、中山第4競走でホワイトベルが厩舎初勝利を挙げる。
1978年、厩舎が美浦トレーニングセンターに移転。
1997年2月8日、東京障害特別・春でマイネルトレドールが勝利し、重賞初勝利。同年8月31日、新潟3歳ステークスでクリールサイクロンが勝利し、平地重賞初勝利。
1998年12月20日、スプリンターズステークスでマイネルラヴが勝利し、GI初勝利を挙げる。
2011年の中山グランドジャンプをマイネルネオスが勝利し、最後のGIとなった。そして、2012年2月29日付で定年のため調教師を引退した。

## 調教師成績
| 通算成績 | 1着 | 2着 | 3着 | 出走回数 | 勝率 | 連対率 |
| -------- | --- | --- | --- | -------- | ---- | ------ |
| 平地     | 495 | 545 | 586 | 6711     | .074 | .155   |
| 障害     | 30  | 21  | 18  | 209      | .143 | .244   |
| 計       | 525 | 566 | 604 | 6920     | .076 | .158   |

|            | 日付           | 競走名             | 馬名               | 頭数 | 人気 | 着順 |
| ---------- | -------------- | ------------------ | ------------------ | ---- | ---- | ---- |
| 初出走     | 1974年9月14日  | -                  | ササキドーター     | -    | -    | 3着  |
| 初勝利     | 1974年9月21日  | -                  | ホワイトベル       | -    | -    | 1着  |
| 重賞初出走 | 1976年10月10日 | スプリンターズS    | シカゴ             | 9頭  | 8    | 3着  |
| GI初出走   | 1981年5月24日  | 優駿牝馬           | クインヤマタケ     | 24頭 | 20   | 18着 |
| 重賞初勝利 | 1997年2月8日   | 東京障害特別（春） | マイネルトレドール | 10頭 | 2    | 1着  |
| GI初勝利   | 1998年12月20日 | スプリンターズS    | マイネルラヴ       | 15頭 | 7    | 1着  |

## 主な管理馬
- マイネルトレドール（1997年東京障害特別・春）
- クリールサイクロン（1997年新潟3歳ステークス、1998年スプリングステークス）
- マイネルラヴ（1998年セントウルステークス、スプリンターズステークス、1999年シルクロードステークス）
- マイネルコンバット（2000年ジャパンダートダービー）
- コスモリアライズ（2000年兵庫ジュニアグランプリ）
- サクセスストレイン（2001年クイーンカップ）
- マイネヌーヴェル（2003年フラワーカップ）
- マイネルスケルツィ（2006年ニュージーランドトロフィー、2007年京都金杯）
- マイネルチャールズ（2008年京成杯、弥生賞）
- ドリームパスポート（2008年1月に松田博資厩舎から転厩）
- マイネルアワグラス（2008年シリウスステークス）
- マイネルネオス（2011年中山グランドジャンプ）

## 主な厩舎所属者
※太字は門下生。括弧内は厩舎所属期間と所属中の職分。
- 木幡初広（1984年-1995年 騎手）
- 玉ノ井健志（1990年-1992年 騎手）
- 梶晃啓（2000年-2006年 騎手）